# DMM.com証券
株式会社DMM.com証券 (ディーエムエムドットコムしょうけん、英語: DMM.com Securities Co.,Ltd.) は、東京都中央区に本社を置く証券会社。DMM.comグループの1社である。

## 概要
設立当初はシグマ・ゲイン（旧・中川無線電機）の子会社であったが、2009年6月29日にDMM.comグループに対する第三者割当増資を行い、DMM.comグループの傘下に入った。
現在は「DMM 株」（上場有価証券取引）、「DMM FX」（FX取引）、「DMM CFD」（店頭デリバティブ取引、差金決済取引）、「DMMバヌーシー」（競争用馬ファンド取引）のサービスを扱っている。

## 沿革
- 2006年12月6日  - シグマ・ゲインの100%出資で株式会社SVC證券を設立[2]。
- 2007年
  - 8月 - 証券業（関東財務局長 (証)第300号）および金融先物取引業（関東財務局長(金先)第181号）に登録[1]
  - 9月 - 金融商品取引業および第一種金融商品取引業（関東財務局長(金商)第1629号）に登録[1]。
  - 10月 - 金融商品取引業務（有価証券・ FX）営業開始。
  - 10月 - 「SVC Trader」の取扱サービスの開始。
  - 11月 - 「SVC FX」の取扱サービスの開始。
- 2008年6月 -店頭有価証券デリバティブ取引業務開始、「SVC CFD」の取扱サービスを開始
- 2009年
  - 3月 - シグマ・ゲインがSVC證券の全株式をSVCホールディングスに売却[2]。
  - 6月 - SVC證券がDMM.comグループに対する第三者割当増資を行い、SVC證券が同グループ傘下に入る (その後、DMM.comグループが全株式を取得)。
  - 7月1日 - 株式会社DMM.com証券（ディーエムエムドットコム証券）へ商号変更。「DMM FX」の取扱サービスを開始[1]。
- 2010年3月 -「DMM CFD」の取扱サービスを開始[1]。この年にFX年間取引高第1位を獲得（矢野経済研究所調べ）。
- 2011年1月 - 商品先物取引業者の認可
- 2012年
  - 9月 - 外為ジャパンのFX事業を承継[1]。
  - 10月 - 外為ジャパンのCFD事業を承継[1]。
- 2013年 - FX年間取引高、世界第2位を獲得。（フォレックス・マグネイト社調べ）
- 2017年8月 - 競走馬対象の投資ファンド（いわゆる「一口馬主」）・「DMMバヌーシー」の募集開始[3]。
- 2018年
  - 4月 - 国内株式のオンライントレード「DMM 株」の取引を開始[4]。
  - 11月 - 「DMM 株」にて米国株式のサービスを開始[5]。

## 加入協会
- 日本証券業協会

- 日本投資者保護基金

- 金融先物取引業協会

- 日本商品先物取引協会

- 第二種金融商品取引業協会

## CM出演

### 現在
- ローラ（2013年1月から）
- 石橋貴明（2014年11月から）
- 小嶋陽菜（2017年8月から、DMM BANUSY、バヌーシーのみ）
- おぎやはぎ（2017年8月から、DMM BANUSY、バヌーシーのみ）

### 過去
- 野見隆明（2012年まで）
- 清原和博（2016年1月まで）